# Caltagirone

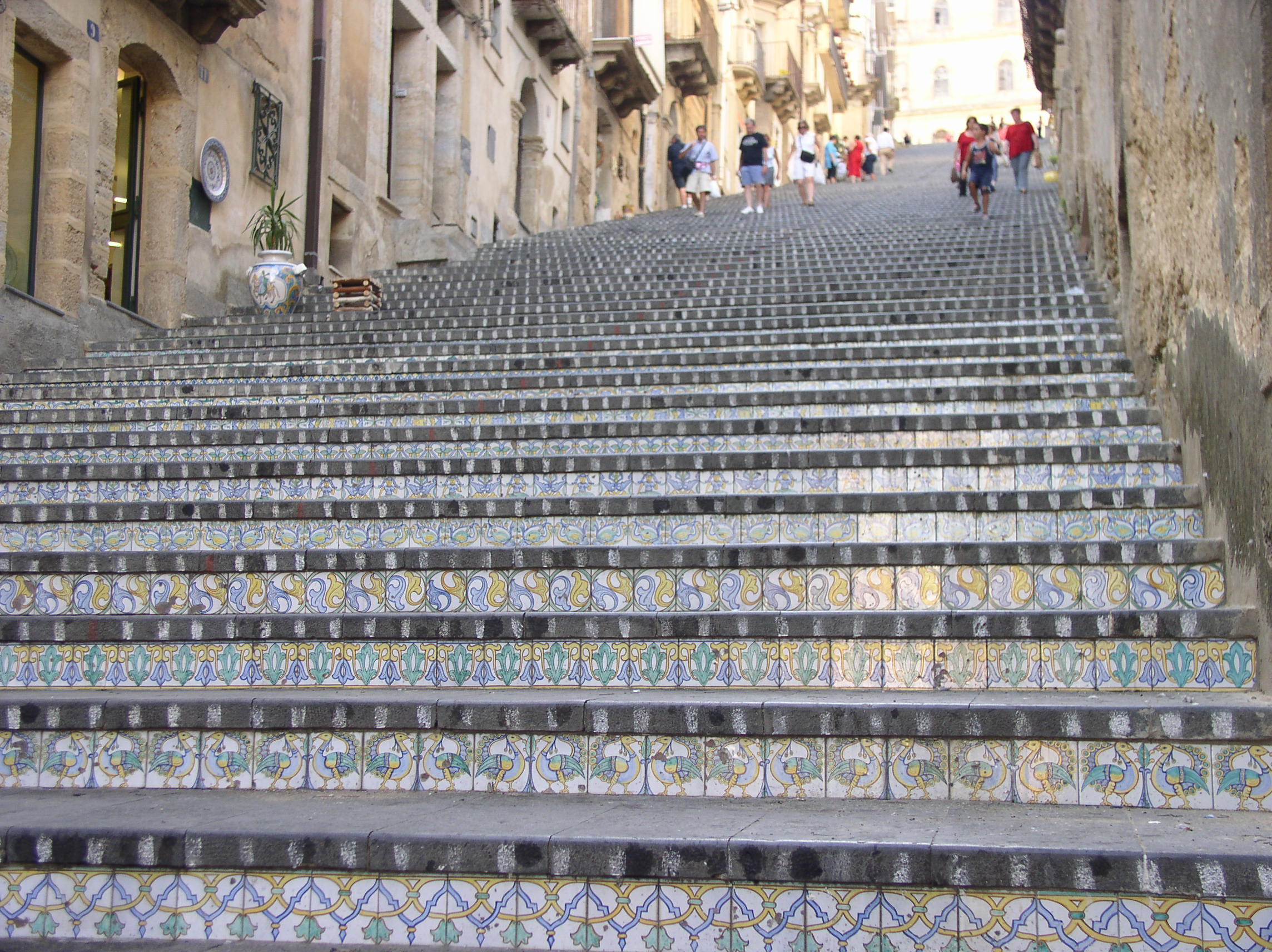
De beroemde trappen van Caltagirone

Caltagirone is een gemeente in de Italiaanse provincie Catania (regio Sicilië) en telt 39.228 inwoners (31-12-2004). De oppervlakte bedraagt 382,9 km², de bevolkingsdichtheid is 102 inwoners per km².

## Geschiedenis
De huidige plaats werd in 841 door moslims (Aghlabiden uit Tunesië) ingenomen op de Byzantijnen. Zij bouwden er een kasteel (Qalat al-Ghiran). In 1030 werd het kasteel veroverd door Ligurische troepen onder de Byzantijnse generaal Georgios Maniakes, maar dat was van korte duur. Op 25 juli 1090 was het Rogier I van Sicilië die de plaats definitief veroverde. In 1154 beschreef de beroemde cartograaf Muhammad al-Idrisi het kasteel als imposant op een ontoegankelijke berg.

## Demografie
Caltagirone telt ongeveer 14978 huishoudens. Het aantal inwoners steeg in de periode 1991-2001 met 1,3% volgens cijfers uit de tienjaarlijkse volkstellingen van ISTAT.
| Jaar | Inwoneraantal |
| ---- | ------------- |
| 1991 | 36.898        |
| 2001 | 37.373        |

## Geografie
De gemeente ligt op ongeveer 608 m boven zeeniveau.
Caltagirone grenst aan de volgende gemeenten: Acate (RG), Gela (CL), Grammichele, Licodia Eubea, Mazzarino (CL), Mazzarrone, Mineo, Mirabella Imbaccari, Niscemi (CL), Piazza Armerina (EN), San Michele di Ganzaria.

## Plaatsen in gemeente Caltagirone
De volgende frazioni maken deel uit van de gemeente:
- Granieri
- Santo Pietro
- Piano San Paolo

## Geboren in Caltagirone
- Giovanni Burgio (15e eeuw), medicus, prelaat, politicus
- Silvio Milazzo, president van Sicilië
- Mario Scelba, premier
- Benedetto Scillamà, senator
- Don Luigi Sturzo, rooms-katholiek priester en burgemeester-senator

## Zustersteden
- Rijeka
- San Francisco

## Afbeeldingen

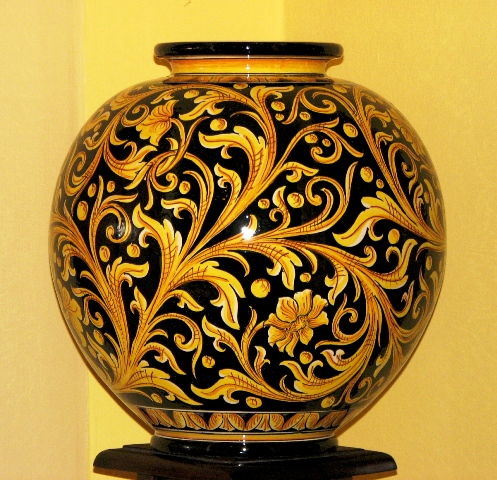
Keramische vaas van Caltagirone.
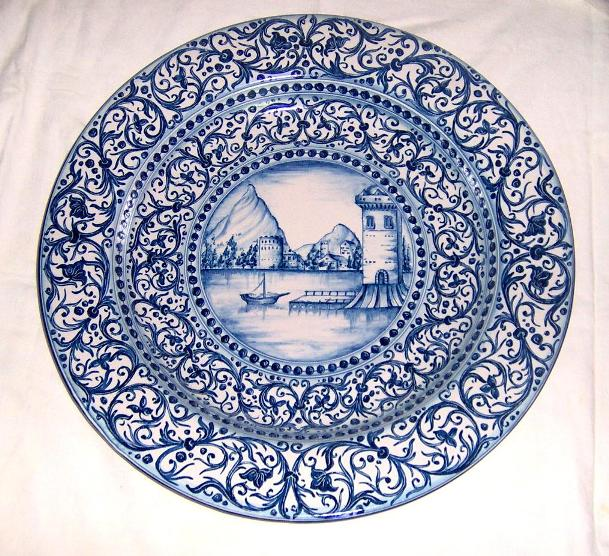
Keramisch schaaltje van Caltagirone.
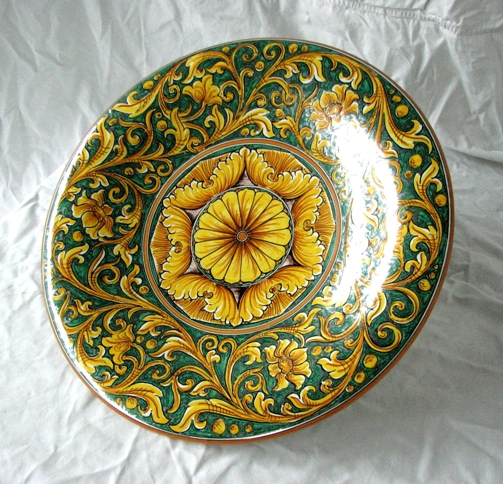
Keramisch schaaltje van Caltagirone.